# گورستان هفت‌خوان
قبرستان هفت خوان مربوط به دوره قاجار است و در شهرستان بیضا، بخش بیضا، دهستان بانش، روستای هفت خوان واقع شده و این اثر در تاریخ ۲۳ بهمن ۱۳۸۵ با شمارهٔ ثبت ۱۷۲۴۱ به‌عنوان یکی از آثار ملی ایران به ثبت رسیده است.